# Menhir di Terlizzi
Il menhir di Terlizzi è una struttura megalitica che originariamente si ergeva in contrada Borgo Ginestra, ed ora giace abbandonato in un parcheggio di Terlizzi, in Puglia.
Anche noto come terzo Menhir di Sovereto o anche Il guerriero, il menhir trafugato nel 2007, successivamente è stato ritrovato abbandonato in un parcheggio cittadino, è uno dei tre o quattro menhir di cui si è a conoscenza si trovino nel comune pugliese.
Il menhir è alto 2,18 m, largo 0,60 metri e spesso 0,36 metri.